# 西湖镇 (汉寿县)
西湖镇，是中华人民共和国湖南省常德市汉寿县下辖的一个乡镇级行政单位。

## 行政区划
西湖镇下辖以下地区：
东湖社区、新民社区、新桥村、新康村、园艺村、渔场村、新港村、九狮村、鼎兴村、鼎福村、鼎裕村、鼎园村、旺福村、旺禄村、旺寿村和旺喜村。